# Olivberget
Olivberget eller Oljeberget (arabiska: جبل الزيتون, الطور, Jabal az-Zaytūn, Aț-Țūr, hebreiska: הר הזיתים, Har HaZeitim) är en ås öster om det gamla Jerusalem, i dag en del av staden, som fått sitt namn av den rika förekomsten av olivträd.
Olivberget nämns ofta i Bibeln som platsen för olika händelser. Vid foten av berget låg Getsemane, den olivträdgård där Jesus Kristus enligt Nya Testamentet togs till fånga inför sin korsfästelse. Det var längs sluttningen ner från Olivberget och in i staden som han en vecka tidigare hyllats som en kung när han kom ridande på en åsna. Enligt Apostlagärningarna togs Kristus upp till himlen på den 40:e dagen sedan han återuppstått från de döda.
Berget har varit en judisk begravningsplats i 3000 år och det finns uppskattningsvis 150 000 gravar där. Många berömda personer ligger begravda på berget, däribland politiker och rabbiner, och en grav sägs tillhöra kung Davids son Absalom. Enligt judisk tro kommer de första som återuppstår när Messias kommer tillbaka att vara de som ligger begravda på Olivberget.
Efter 1948 kom olivberget att tillhöra Jordanien och judar hade inte tillträde till berget och kyrkogården. 38 000 gravstenar förstördes i samband med vägbyggen och plöjning av marken för odling. Efter sexdagarskriget 1967 kom berget att tillhöra Israel.

## Galleri

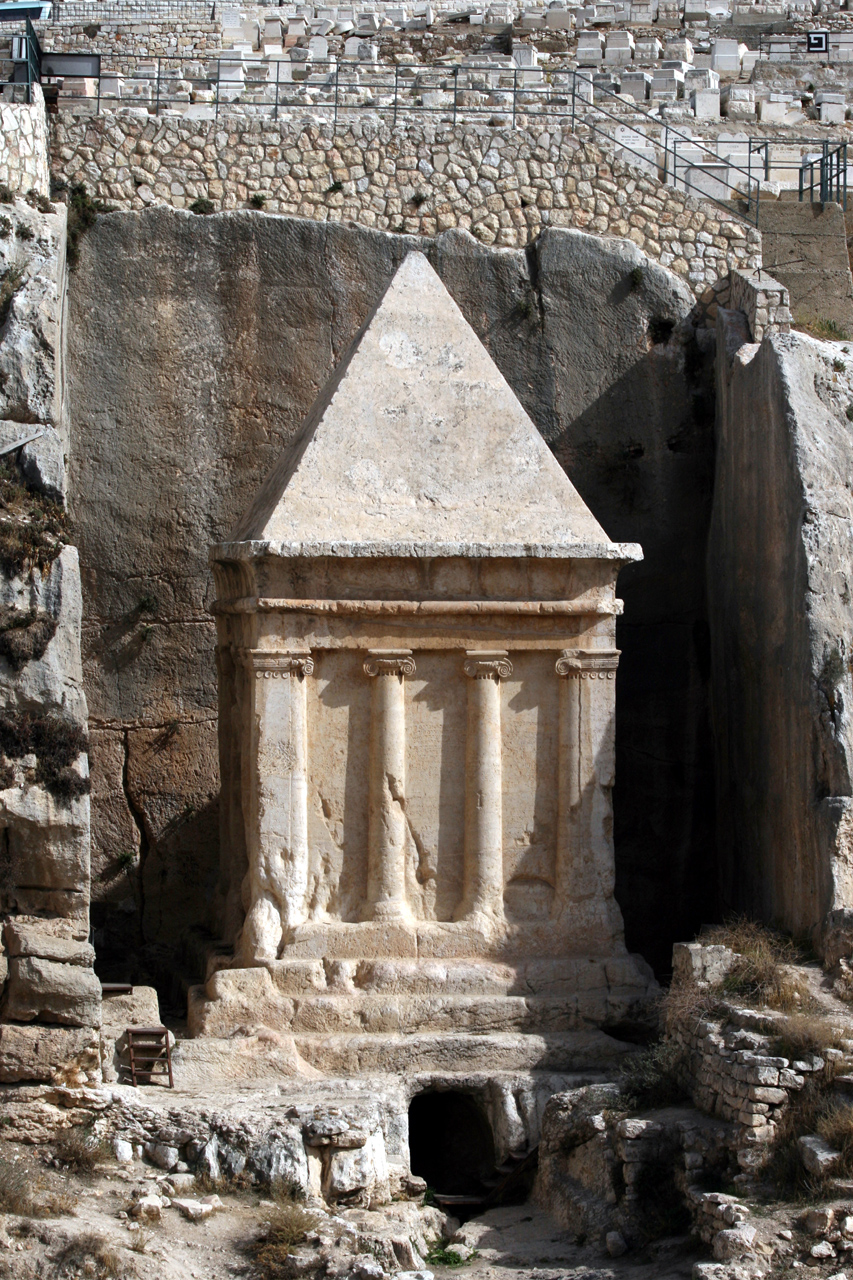
Profeten Sakarjas grav
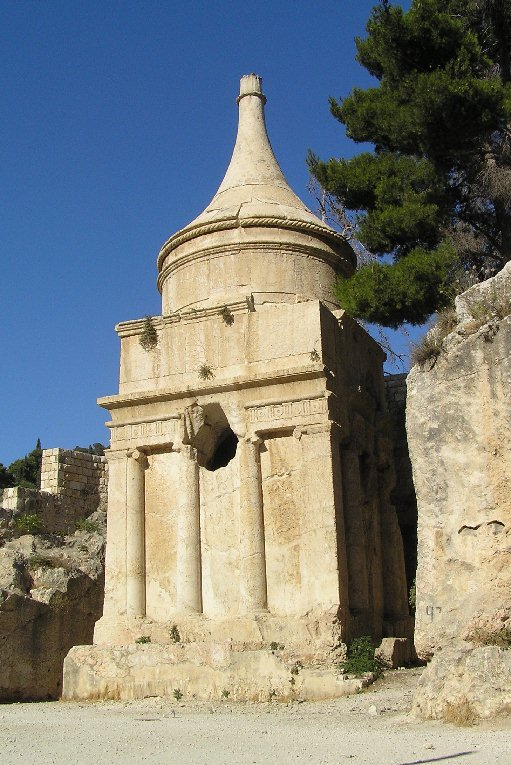
Kung Absaloms grav
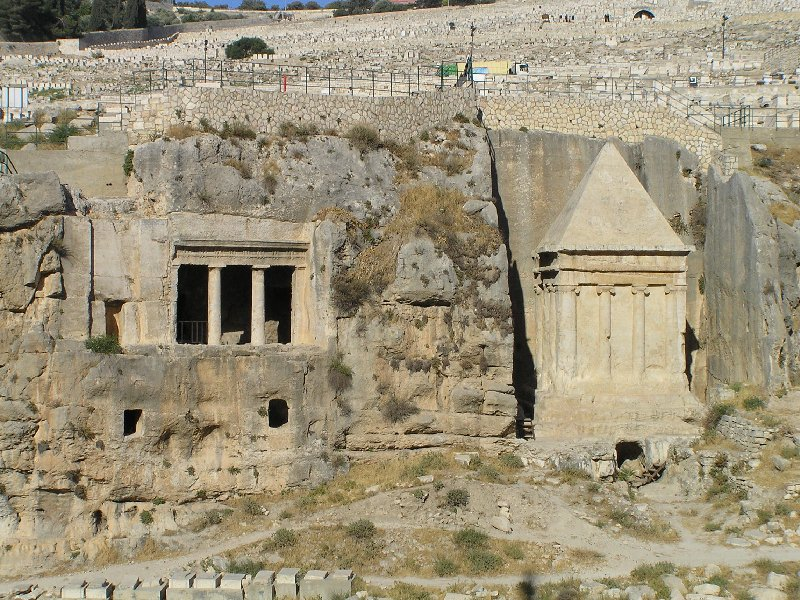
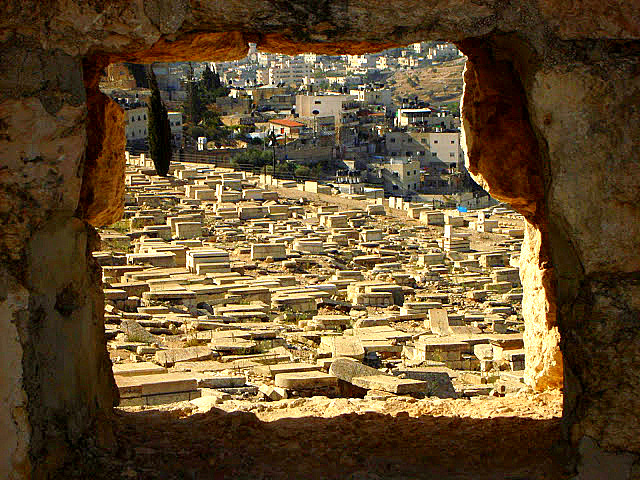
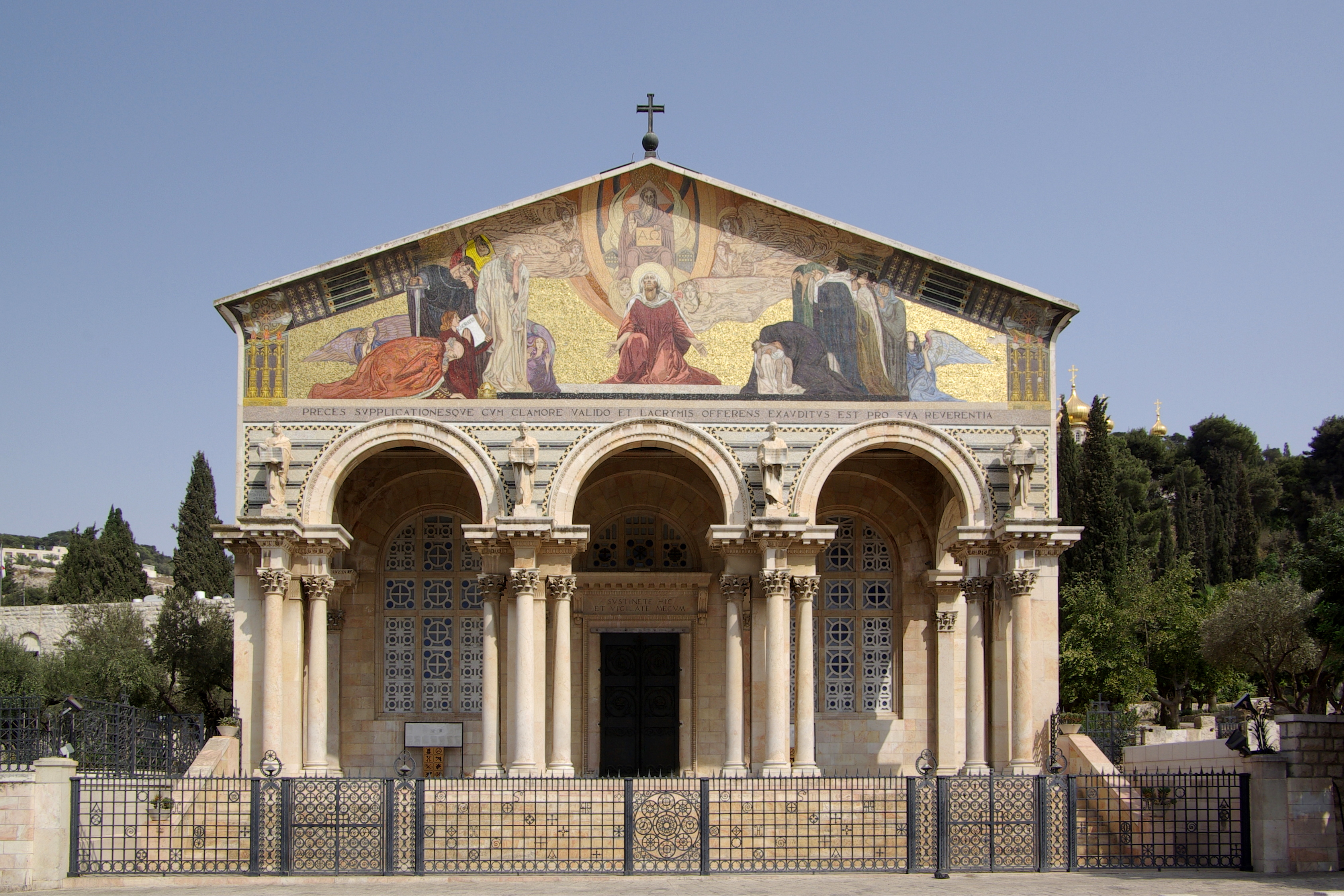
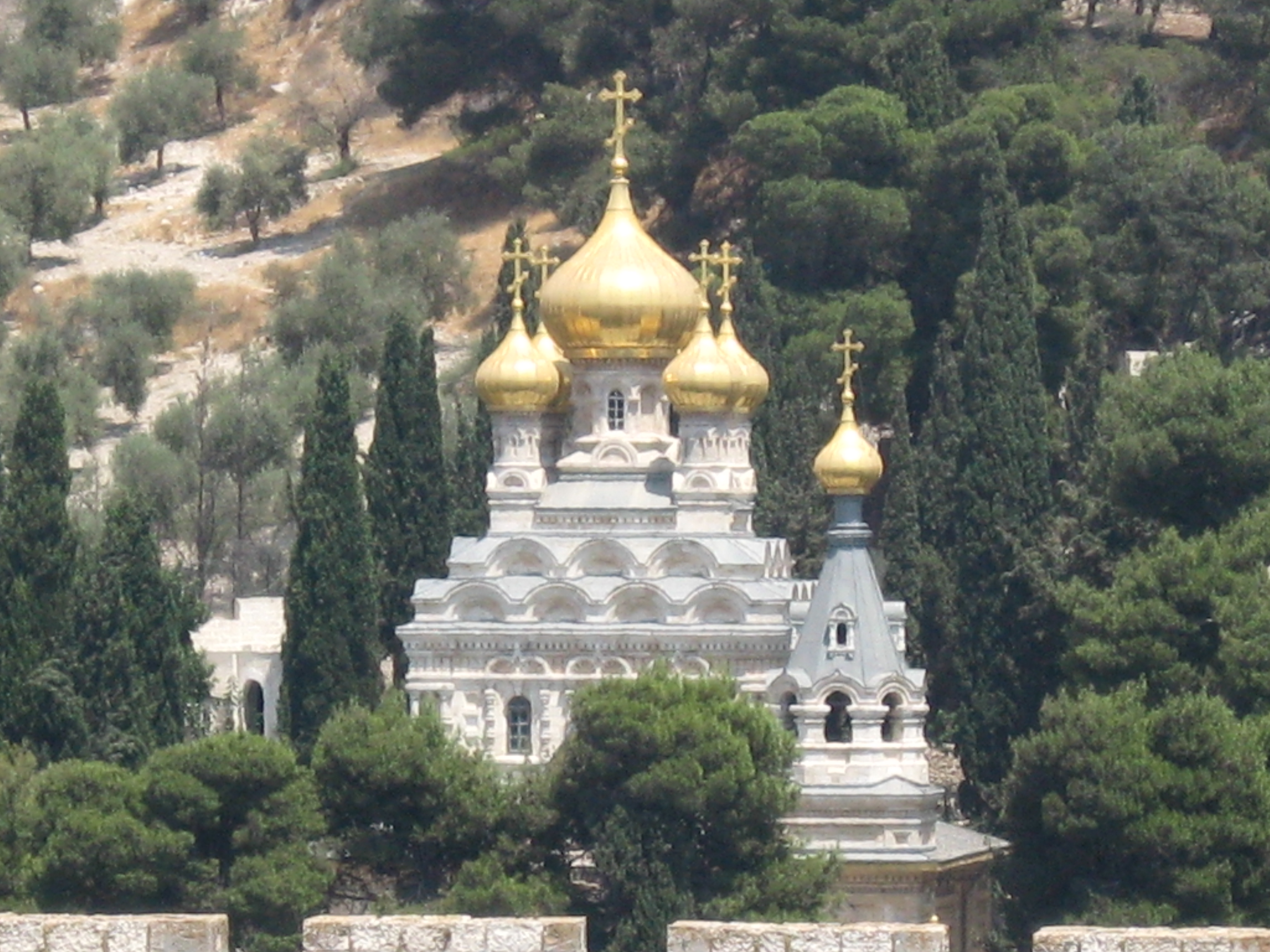
Maria Magdalena kyrka

### Fotnoter
1. ↑  Kerstin Vinterhed (20 mars 2005). ”Så mycket hopp som grusas för att födas på nytt och på nytt”. Dagens nyheter. http://www.dn.se/arkiv/kultur/sa-mycket-hopp-som-grusas-for-att-fodas-pa-nytt. Läst 17 februari 2016.